# As Long as You Love Me (canção de Justin Bieber)
"As Long as You Love Me" é uma canção do cantor canadense Justin Bieber, lançada em parceria com o rapper Big Sean como o segundo single do álbum Believe (2012). A faixa que foi produzida por Rodney Jerkins e Andre Lindal, e composta por Rodney Jerkins, Andre Lindal, Nasri Atweh, Justin Bieber e Sean Anderson, foi lançada originalmente como um single promocional, em 11 de junho de 2012, mas foi lançada como o segundo single do álbum cerca de um mês depois, no dia 10 de julho de 2012, poucos dias após o lançamento de Believe. Ainda como single promocional, a canção alcançou a vigésima primeira posição na Billboard Hot 100, principal parada musical norte-americana, e foi a quinta canção com mais downloads digitais em sua primeira semana de lançamento, registrando cerca de 168,000 cópias vendidas. No Reino Unido, a faixa estreou na trigésima posição com vendas de 11,598 cópias em sua primeira semana de lançamento. Após ser lançada como um single oficial, "As Long as You Love Me" alcançou a sexta posição na Billboard Hot 100 e subiu para a vigésima segunda posição na UK Singles Chart. A canção também alcançou as dez primeiras posições das paradas de países como Noruega, Dinamarca, Nova Zelândia, Líbano e Austrália.

## Antecedentes e lançamento
No final de 2011, Bieber confirmou para a rádio Capital FM que já estava trabalhando no material de seu terceiro álbum de estúdio, que seria lançado no início de 2012. Mais tarde, Bieber revelou á MTV News  que Believe deveria surpreender as pessoas de diferentes formas, pois seria uma grande evolução se comparado aos seus trabalhos anteriores. Em entrevista á revista V Magazine, Bieber disse que gostaria que seu próximo trabalho fosse parecido com  FutureSex/LoveSounds, álbum lançado por Justin Timberlake em 2006, e revelou que estaria abordando os mesmos pontos usados por Timberlake em seu álbum.
| “ | m o que as pessoas querem que eu seja ou começar a ir em festas para que as pessoas me vejam com álcool. Eu quero fazer isso no meu próprio ritmo. Eu não quero começar a cantar sobre coisas como sexo, drogas e palavrões. Estou apaixonado, e talvez eu esteja mais seguro para falar disso quando estiver mais velho. | ” |

Logo após lançar "Boyfriend" como single principal, Bieber anunciou que ele iria lançar singles promocionais para promover Believe. "Die in Your Arms", lançado em 29 de maio de 2012, foi o primeiro single promocional do álbum, seguido por "All Around the World", lançado no dia 4 de junho de 2012, e pelo último single promocional do álbum, "As Long as You Love Me", lançado no iTunes em 11 de junho de 2012. No dia 26 de junho de 2012, a gravadora do canadense confirmou que devido a boa recepção de "As Long as You Love Me", a faixa seria lançada como o segundo single oficial do disco a 10 de julho de 2012.
A capa do single mostra o cantor sentado em um banco de madeira, segurando um violão. Sia Nicole do Idolator expressou insatisfação com a capa, dizendo: "É um pouco de propaganda enganosa para a alta fidelidade de uma faixa que tem o dedilhar ao alcance da voz." Em 13 de junho, Bieber compartilhou um vídeo do processo de gravação da canção. No vídeo, o cantor aparece com uma franja, "sua marca registrada", dentro de um estúdio.

## Composição e letra
"As Long as You Love Me" foi escrita por Rodney Jerkins, Andre Lindal, Nasri Atweh e Justin Bieber, enquanto sua produção foi manuseada por Rodney Jerkins e Andre Lindal, e apresenta versos do rapper norte-americano Big Sean. A canção foi escrita na tonalidade Dó menor. É uma faixa de R&B, electropop e dubstep, com uma batida contundente de palmas e mãos, com vocais complementados por uma batida em expansão.
Liricamente, ele diz aos ouvintes que o verdadeiro amor pode desafiar todas as circunstâncias e os obstáculos que aparecem junto com ele. "As long as you love me/ We could be starving/ We could be homeless/ We could be broke," Bieber canta estes versos sobre a batida de palmas e uma corrente de sintetizadores. "As long you love me/ I'll be your platinum/ I'll be your silver/ I'll be your gold," ele adiciona. Em uma parte da música, ele faz referência ao extinto grupo norte-americano de R&B Destiny's Child, cantando: "You could be my Destiny’s Child", possivelmente porque Rodney Jerkins já produziu algumas canções para o grupo. Os versos de Big Sean exaltam seu amor por uma dama: "I don't know if this makes sense/ But you're my hallelujah."

## Recepção da crítica
A canção recebeu críticas em sua maioria positivas dos críticos de música. Amy Sciarretto do Pop Crush concedeu 4,5 de 5 estrelas, escrevendo: "É um exercício escaldante 'Bieberizado' pelo dubstep, com muitos processamentos vocais e um tema lírico mais adulto." Sciarretto ainda acrescentou: "A música move um ritmo sexy e escorregadio, e os efeitos vocais de estúdio são pontuais para os falsetes recém-afiados de Bieber. Ela deixa claro que Michael Jackson surgiu como a influência número um de Bieber. Enquanto Big Sean adiciona um toque orgânico para todos aqueles vocais urbanos." Jon Caramanica do The New York Times descreveu a faixa como "uma canção de amor dubstep, com o Mr. Bieber chegando ao falsete sem perder o poder, mostrando contenção no coro. Natalie Shaw da BBC Music revisou: "É bom que seus simples vocais caiam sobre 'As Long as You Love Me', porque a corrente pulsante da música a impulsiona para a pista de dança." Hermione Hoby do The Observer elogiou a voz do cantor, chamando-a de "melancólica e ainda inconfundivelmente adolescente". Jason Lipshut da Billboard definiu a faixa: "Uma enorme pista de dança de uma forma íntima, com a bateria quase atingindo níveis do Metal em suas vibrações. Bieber trata a sua parte, mas o verso de Big Sean provavelmente não foi necessário."
Andrew Unterberger do Pop Dust concedeu á faixa 3 de 5 estrelas, escrevendo: "O dubstep realmente serviu bem á canção de Bieber, um dos mais pegajosos do álbum. Infelizmente, a equipe de compositores de Bieber falharam com ele, a letra é uma mistura desajeitada de "All Around the World" e um clichê que nunca deveria ser proferida por um jovem de 18 anos com seu próprio 'Batmóvel'. Com letras menos absurdas, a canção poderia ser uma faixa de destaque, mas eles sobrecarregaram a música sem piedade em todos os momentos, até mesmo através do verso de Big Sean, outro convidado brega. Becky Bain do Idolator comentou: "A pista electro-infused carrega a básica 'não é necessário dinheiro para quem tem amor', enquanto o cameo de Big Sean é totalmente inútil, mas ele vem em um momento crucial na melodia produzida por Darkchild. Bill Lamb do About.com  deu 3.5 de 5 estrelas para a faixa. Lamb criticou a mensagem lírica passada pela canção, dizendo que versos como, "We could be starving, we could be homeless, we could be broke" e "You can be my Destiny's Child on a scene" soam desconfortáveis e que a "produção carregada de efeitos" fazem parecer com que Bieber esteja se afogando numa piscina de engenhocas em um estúdio eletrônico. Bill elogiou a decisão de Bieber de sair de sua "zona de conforto pop e adolescente" e ainda disse que esta é a melhor forma dele se desenvolver como um jovem artista pop. Em sua revisão, Alex Macpherson da revista britânica Fact escreveu:
| “ | "As Long as You Love Me" é um poste de austeridade, uma tempestade eletrônica em que Bieber promete lealdade romântica mesmo quando ele está fustigado desta forma. A forma como a palavra amor é pega, cortada e jogada em redemoinho digital. Notavelmente e surpreendentemente Bieber se destaca: Sua mistura de "filhote com olhos articulados e ternura genuína no verso" 'We could be homeless, we could be broke' é o pivô emocional da música e o suficiente para fazer você invejar aquelas Beliebers terrivelmente dedicadas imaginando o quanto mais intensamente elas estão sentindo isso." | ” |

## Performances ao vivo
Bieber performou a canção pela primeira em Oslo, Noruega no dia 30 de maio de 2012 como parte da All Around the World Tour, turnê promocional feita pela Europa que visava divulgar seu então último álbum Believe. A 15 de junho de 2012, o cantor se apresentou no programa televisivo Today Show. O concerto aconteceu na Rockfeller Center, em Nova York e também contou com os singles "Boyfriend" e "Baby" em sua setlist. Durante sua passagem pela Oceania, o canadense participou do "Believe: Live and Intimate" em Sydney, fazendo um pocket show diante de uma platéia seleta de oitenta pessoas em 16 de julho de 2012 com músicas como "Catching Feelings", "Boyfriend" e "As Long as You Love Me" e também gravou uma participação no reality show australiano Australia's Got Talent cantando a faixa juntamente com "Boyfriend". Cerca de três dias depois, em 19 de julho, Bieber fez um show acústico na Nova Zelândia, além de "As Long as You Love Me" desta vez ele cantou faixas de álbuns anteriores como "Baby" e "One Less Lonely Girl" seguidas por músicas ainda inéditas, como "Fall", "Take You" e outras. Durante a premiação adolescente Teen Choice Awards realizada no dia 22 de julho de 2012, Bieber que foi um dos últimos a se apresentar, fez um medley de "Boyfriend" e da canção, que desta vez contou com a participação de Big Sean. O cantor também fez uma performance do single ao lado de Big Sean na final da sétima temporada do programa America's Got Talent em 13 de setembro de 2012 e no programa semanal britânico Daybreak, da ITV. A performance, totalmente acústica, só foi ao ar cerca de uma semana depois de ser gravada, no dia 19 de setembro de 2012. Na noite do dia 25 de setembro de 2012, Bieber fez uma nova apresentação de "As Long as You Love Me" no reality show estadunidense Dancing with the Stars e a 7 de outubro de 2012, o cantor performou no "Teen Awards 2012", premiação organizada pela BBC no Wembley Arena, Reino Unido. No mesmo dia, diversos outros cantores e bandas se apresentaram na premiação, com Taylor Swift, Ne-Yo e a One Direction. A 18 de novembro de 2012, o cantor e seu guitarrista e produtor Dan Kanter fizeram uma apresentação acústica do single no American Music Awards 2012. A performance foi um medley da canção com a faixa "Beauty and a Beat" que durou quase sete minutos.

## Paradas musicais
| País/Parada (2012)                    | Melhor posição |
| ------------------------------------- | -------------- |
| Alemanha - Media Control Charts       | 38             |
| Austrália - ARIA Charts               | 8              |
| Áustria - Ö3 Austria Top 75           | 63             |
| Bélgica - Ultratop (Flandres)         | 31             |
| Bélgica - Ultratop (Valônia)          | 41             |
| Brasil — Billboard Hot 100 Airplay    | 9              |
| Canadá - Canadian Hot 100             | 9              |
| Dinamarca - Tracklisten               | 6              |
| Eslováquia - IFPI                     | 40             |
| Espanha - PROMUSICAE                  | 37             |
| Estados Unidos - Billboard Hot 100    | 6              |
| Estados Unidos - Digital Songs        | 5              |
| Estados Unidos - On-Demand Songs      | 5              |
| Estados Unidos - Pop Songs'           | 3              |
| Estados Unidos - Radio Songs          | 2              |
| França - SNEP                         | 48             |
| Letônia - European Hit Radio          | 9              |
| Líbano - The Official Lebanese Top 20 | 2              |
| Países Baixos - Dutch Top 40          | 33             |
| Irlanda - Irish Singles Chart         | 28             |
| Noruega - VG-lista                    | 4              |
| Nova Zelândia - RIANZ                 | 6              |
| Portugal - Portugal Top 50            | 34             |
| Reino Unido - UK Singles Chart        | 22             |
| Suécia - Sverigetopplistan            | 23             |
| Suíça - Schweizer Hitparade           | 55             |

| País           | Associação | Certificação | Vendas    |
| -------------- | ---------- | ------------ | --------- |
| Austrália      | ARIA       | 2× Platina   | 140,000+  |
| Canadá         | CRIA       | 2× Platina   | 160,000+  |
| Dinamarca      | IFPI       | Platina      | 30,000+   |
| Estados Unidos | RIAA       | 2× Platina   | 2,488,509 |
| Nova Zelândia  | RIANZ      | Platina      | 15,000+   |
| Reino Unido    | BIP        | Platina      | 200,000+  |

| País/Parada (2012)                 | Posição |
| ---------------------------------- | ------- |
| Estados Unidos - Billboard Hot 100 | 34      |
| Estados Unidos - Digital Songs     | 43      |
| Estados Unidos - Pop Songs         | 28      |
| Canadá - Canadian Hot 100          | 48      |

## Histórico de lançamento
| País           | Data                | Formato          | Gravadora                |
| -------------- | ------------------- | ---------------- | ------------------------ |
| Estados Unidos | 11 de Junho de 2012 | Download digital | Island Def Jam           |
| Canadá         | 11 de Junho de 2012 | Download digital | Island Def Jam           |
| França         | 11 de Junho de 2012 | Download digital | Universal Music; Mercury |
| Mundo          | 13 de Junho de 2012 | Download digital | Universal Music; Mercury |
| Estados Unidos | 10 de Julho de 2012 | CD single        | Island Def Jam           |

## Créditos de produção
Créditos adaptados do encarte do álbum.
- Gravado no 2nd Floor, Los Angeles, Califórnia e no Record Plant, Los Angeles, Califórnia;
- Mixado no The Ninja Beat Club, Atlanta, Geórgia;

| - Justin Bieber - Vocal, composição; - Rodney Jerkins - Composição, produção; - Andre Lindal - Composição, produção; - Nasri Atweh - Composição, arranjos; - Sean Anderson - Composição, vocal; | - Kuk Harrel - Produção vocal; - Josh Gudwin - Engenharia acústica; - Chris "TEK" O'Ryan - Engenharia acústica; - Phil Tan - Mixagem; - Greg Morgan - Design sonoro; |